# 国際連合安全保障理事会決議160
国際連合安全保障理事会決議160（こくさいれんごうあんぜんほしょうりじかいけつぎ160、英: United Nations Security Council Resolution 160, UNSCR160）は、1960年10月7日に国際連合安全保障理事会で全会一致で採択された決議である。ナイジェリア連邦の国連加盟申請を検討し、同国の加盟承認を総会に勧告した。